# TOTO
TOTO株式会社（東證1部：5332，OTC Pink：TOTDY），是一家位於日本北九州市的大型衛浴設備製造商，由大仓和亲等人创立于1917年。该公司最初名为东洋陶器株式会社，随后更名为东陶机器株式会社，后於2007年起直接改用TOTO作为公司名称至今。不过一些國家的分公司受法律限制仍使用“东陶”汉字作为公司登記名称。

## 概述
TOTO在日本大约有9成的份额并排名第一位。该公司主要生产销售卫生陶器、浴室、水龙头、台盆等产品以及环境材料（瓷砖）、精密陶瓷、光通信部件等“新领域产品”。
TOTO连续两年成为日本消费者口碑最好的企业。2014年，TOTO在日本企业排行中排名第7位。

## 历史

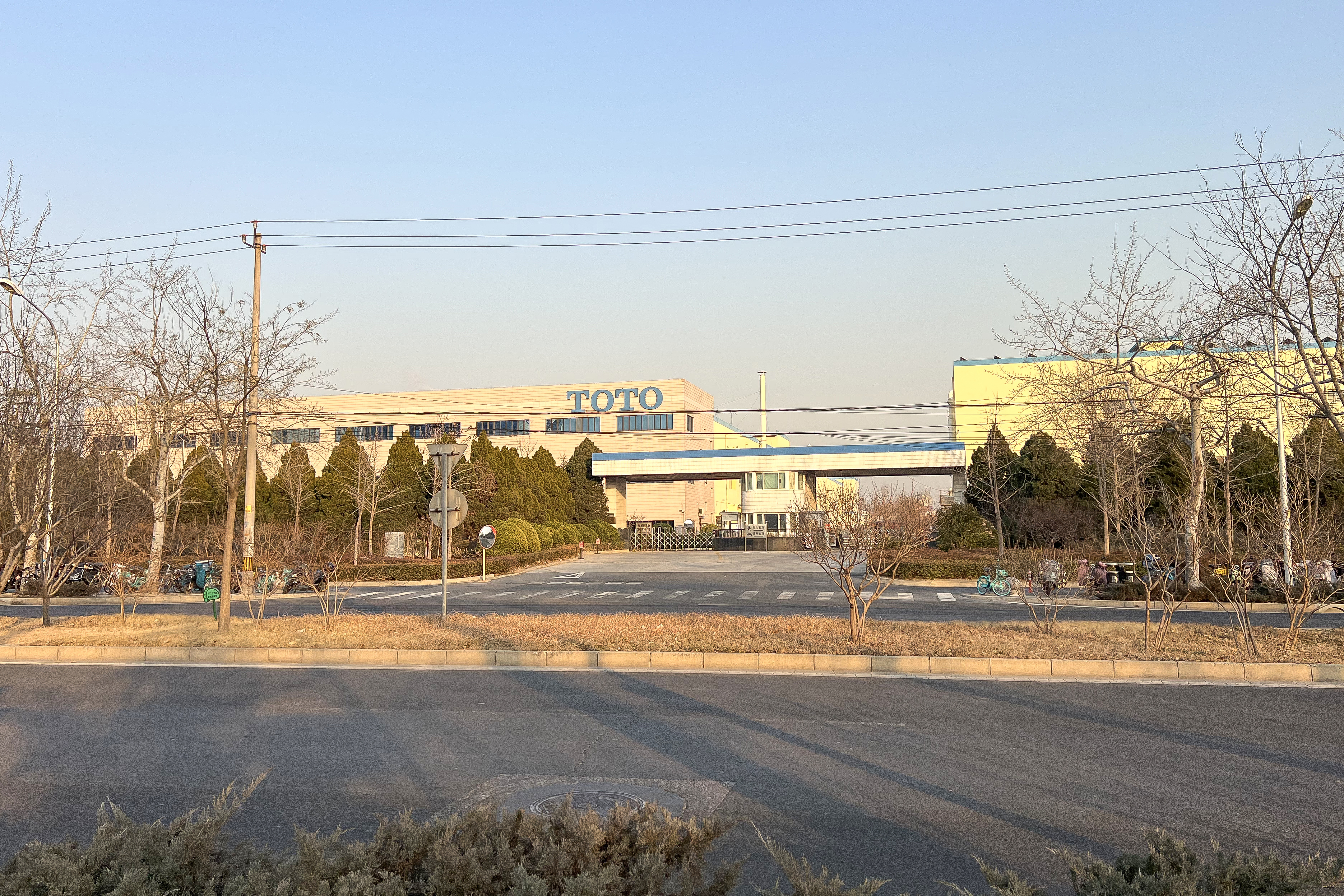
1995年成立的东陶机器（北京）有限公司

1912年，大仓和亲建立了一个专门研发卫生陶瓷的实验室。在当时，卫浴陶瓷在美国、欧洲十分普遍，日本却还在使用木制马桶。
1917年，大仓在北九州市小仓创立了东洋陶器株式会社并开始制造卫生陶器。
1923年的关东大地震给东京带来了灾难性的强烈破坏。灾后重建中，排水系统的大规模建造，使卫浴设施的需求量急剧上升。
1937年建立了茅ヶ崎工场。第二次世界大战后，开始生产制造金属配件、水龙头和陶瓷产品。
1962年建立了滋贺工厂。1967年、1968年分别建设了小仓第二工场和中津工场，同年开始发售洗面化妆台以及单曲混合栓产品。
1969年，商标由「Toyotoki」变为「TOTO」。1977年，TOTO第一家海外合资子公司“P.T. Surya TOTO Indonesia”在印度尼西亚成立。
1980年，TOTO推出了颠覆性的卫洗丽系列。1981年，TOTO开始开发并推出高端厨房用品。
1987年，TOTO在台灣成立子公司「台灣東陶」，並於苗栗縣造橋鄉設立工廠。
1990年开始，TOTO开始在美国、印度尼西亚、韩国、朝鲜、泰国以及香港等地开展贸易。
1991年，建立了滋贺第二工厂。1992年建立了小仓第三工场、中津第二工场。
1994年，TOTO开始在中国大陆开展贸易。1995年，东陶（中国）有限公司成立。
2003年，TOTO通用设计研究中心落成。2005年，“TOTO水环境基金”设立。2007年，更名为TOTO株式会社。2014年，「TOTO グローバル環境ビジョン」（TOTO全球环境理想）发表。
2025年4月，由於TOTO在中國內地業務陷入赤字，北京和上海的工廠將被關閉，並遣散約2,000名員工；TOTO把生產集中在福建漳州和遼寧大連的工廠，內地整體產能可能將縮減四成。

## 技术

### 卫洗丽技术
颠覆传统方式，以水洗来代替纸张。

### 自动感应技术
使用在坐便器上的技术，有众多自动感应功能，并配备全程遥控器。

### 水力发电技术
当水龙头运转时，水流会通过内置的微型水力涡轮机，将其高速旋转产生的能量转换为电能，储存并用于日常运转。

## 产品线

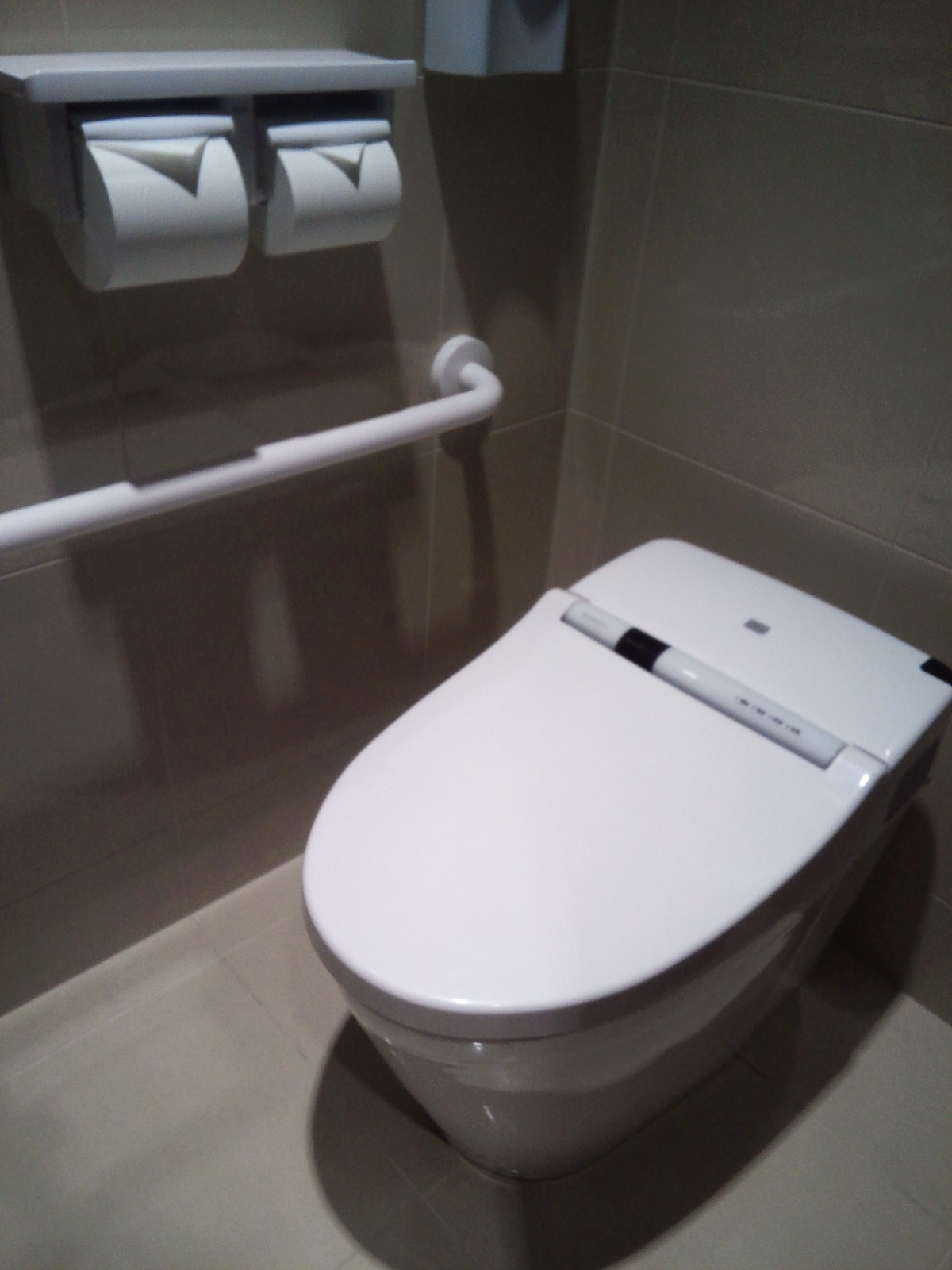
TOTO一体化坐便器

TOTO有着丰富的产品线，其设计产品亦获得肯定，许多产品斩获国际大奖如红点、iF设计大奖。

### 住宅設備機器
- 衛浴陶器（小便斗、馬桶、洗面盆、洗手台等）
- 一體型全自動馬桶
- 便蓋、衛洗麗
- 浴室配件（毛巾架、衛生紙架、肥皂架等）
- 浴缸
- 整體浴室
- 水龍頭配件（各種水龍頭、排水配件等）
- 系統廚房、浴室梳妝台
- 大理石檯面
- 浴室換氣暖風烘乾機（三乾王）
- 環保建材（瓷磚、建材等）
- 無障礙通用機器設備

### 新領域事業商品
- 精密陶瓷

## 市场
TOTO在日本市场占有率第一。
TOTO已经进入以下国家或地区的市场并设立有子公司：
美国、墨西哥、巴西、中国大陆、香港、新加坡、台湾、菲律宾、泰国、越南、马来西亚、印度尼西亚、韩国、沙特阿拉伯、印度、德国、英国、法国。

## 其他

### TOTO在中国大陆
中国大陆是TOTO的主要市场之一。1994年，TOTO在中国成立了第一家合资公司——北京东陶有限公司，同年随后又设立了南京东陶有限公司、东陶机器（大连）有限公司（现东陶（大连）有限公司）。1995年，所有合资公司合并为东陶机器（北京）有限公司。总管公司东陶机器（中国）有限公司（现东陶（中国）有限公司）成立。1997年，合资公司东陶机器（上海）有限公司（现东陶（上海）有限公司）成立。2001年，在上海市设立了东陶东华有限公司。2004年，设立了东陶机器（广州）有限公司。2005年在中国设立了VORETO PLUMBING TECHNOLOGY CO.,LTD。2014年，设立了东陶（福建）有限公司。
TOTO上海工厂罢工事件
2014年5月6日开始，TOTO位于上海松江区的工厂东陶华东有限公司开始罢工，起因为员工要求增长工资和多样化。5月8日开始停止生产。罢工期间，员工软禁10名日方负责人。工厂内日本国旗与公司旗帜被降下，仅剩中国国旗。事后有媒体指出卫浴业存在无序竞争。

### 日本TOTO热水器一氧化碳泄漏
2014年3月19日，日本经济产业省称TOTO制造的瓦斯热水器存在一氧化碳泄漏问题，并导致了中毒事故。发生事故的热水器是1990年制造的“RGH1611VHB”。2014年9月17日早晨，神户市中央区的一所公寓内，一名20多岁的男性在家中称头痛，被送往医院治疗后诊断为轻度一氧化碳中毒。大阪瓦斯株式会社经调查发现，是邻居的热水器发生了不完全的燃烧。

## 脚注
1. ↑  “东陶机器”里的“东陶”（日语：／ tōtō）以及“TOTO”均来自公司旧名“东洋陶器”的略称。[2]

### 网站
- TOTO 官方网站（页面存档备份，存于）（日語）
- TOTO 东陶中国（页面存档备份，存于）（简体中文）
- TOTO(H.K.)LIMITED（繁體中文）
- 東陶台灣（页面存档备份，存于）（繁體中文）

### 文献
- 《北京东陶的陶瓷原料应用概况》，作者：徐熙武[《陶瓷》2002年 第4期 30-33页]（简体中文）